# Oracle Challenger Series – Newport Beach
Серія Oracle Challenger - Newport Beach — професійний тенісний турнір, який проводиться на твердому покритті. Станом на 2020 рік він є частиною турів Асоціації тенісистів-професіоналів (ATP) Challenger та Жіночої тенісної асоціації (WTA) Серії WTA 125K. Він проводиться щорічно в Ньюпорт-Біч, Каліфорнія, США з 2018 року.

## Фінали

### Чоловіки, одиночний розряд
| Рік  | Переможець         | Фіналіст            | Рахунок       |
| ---- | ------------------ | ------------------- | ------------- |
| 2020 | Тай-сан Квятковскі | Даніель Елахі Галан | 6–4, 6–1      |
| 2019 | Тейлор Фріц (2)    | Брейден Шнур        | 7–6(9–7), 6–4 |
| 2018 | Тейлор Фріц        | Бредлі Клан         | 3–6, 7–5, 6–0 |

### Жінки, одиночний розряд
| Рік  | Переможець       | Фіналіст        | Рахунок       |
| ---- | ---------------- | --------------- | ------------- |
| 2020 | Медісон Бренгл   | Штефані Феґеле  | 6–1, 3–6, 6–2 |
| 2019 | Б'янка Андреєску | Джессіка Пегула | 0–6, 6–4, 6–2 |
| 2018 | Деніел Колінз    | Софія Жук       | 2–6, 6–4, 6–3 |

### Чоловіки, парний розряд
| Рік  | Переможець                        | Фіналіст                                | Рахунок       |
| ---- | --------------------------------- | --------------------------------------- | ------------- |
| 2020 | Аріель Бехар Гонсало Ескобар      | Антоніо Шанчич Трістан-Самуель Вайсборн | 6–2, 6–4      |
| 2019 | Роберт Галлоуей Натаніель Ламмонс | Ромен Арнеодо Андрій Василевський       | 7–5, 7–6(7–1) |
| 2018 | Джеймс Серретані Леандер Паес     | Трет Гьюї Денис Кудла                   | 6–4, 7–5      |

### Жінки, парний розряд
| Рік  | Переможець                     | Фіналіст                      | Рахунок               |
| ---- | ------------------------------ | ----------------------------- | --------------------- |
| 2020 | Гейлі Картер (2) Луїза Стефані | Марі Бенуа Джессіка Понше     | 6–1, 6–3              |
| 2019 | Гейлі Картер Ена Сібахара      | Тейлор Таунсенд Яніна Вікмаєр | 6–3, 7–6(7–1)         |
| 2018 | Місакі Дой Джил Тайхманн       | Джеймі Лоеб Ребекка Петерсон  | 7–6(7–4), 1–6, [10–8] |